# Shisō
Shisō (宍粟市, Shisō-shi) est une ville située dans la préfecture de Hyōgo, au Japon.

## Géographie

### Situation
Shisō est située dans le centre-ouest de la préfecture de Hyōgo, à environ 100 km de Kobe et à environ 30 km de Himeji.

### Démographie
En avril 2023, la population de Shisō était de 34 981 habitants répartis sur une superficie de 658,54 km2.

### Climat
Shisō a un climat subtropical humide avec des étés chauds et des hivers frais à froids. Les précipitations sont nettement plus élevées en été qu'en hiver, bien que globalement inférieures à la plupart des régions de Honshū, et il n'y a pas de chutes de neige importantes. La température annuelle moyenne à Shisō est de 13,8 °C. La pluviométrie annuelle moyenne est de 1 805,4 mm, juillet étant le mois le plus humide.

## Histoire
La région actuelle de Shisō faisait partie de l'ancienne province de Harima. La ville moderne de Shisō a été créée le 1er avril 2005 de la fusion des anciens bourgs de Chikusa, Haga, Ichinomiya et Yamasaki.

## Culture locale et patrimoine
- Iwa-jinja

## Jumelages
Shisō est jumelée avec Sequim aux États-Unis.